# 甘露口
甘露口是江苏省镇江市京口区境内，原长江与京杭大运河（江南运河）的交汇口。
镇江市境内共有五个京杭大运河（江南运河）与长江的交汇口，沿江自西向东依次是大京口、小京口、甘露口、丹徒口、谏壁口。
甘露口在今北固山脚下的金山湖。唐朝时，尚为长江水域。其历史通常追溯至东汉末年。建安十三年（208年），孙权在北固山筑铁瓮城，在山的两侧各开凿一条人工河道，入江口即是甘露口。
北宋时，为缓解大京口通航压力，开凿新河，入江口即小京口。南宋时，整治甘露港，甘露口再次繁忙。清朝后期，由于小京口闸通航便捷，甘露口通航能力逐步弱化。20世纪上半叶，甘露口被填没。